# Парэховирусы
Парэховирусы (лат. Parechovirus) — род вирусов из семейства пикорнавирусов (Picornaviridae). Выделен Международным комитетом по таксономии вирусов (ICTV) в 1996, назван в 1997 годах.
Вирион икосаэдрический, не имеет оболочки, диаметр около 30 нм. Геномная РНК однонитевая, положительной полярности, кодирует 12 белков. Вирусы тропны ко многим клеткам организма, особенно к энтероцитам. Наиболее частым проявлением инфекции является гастроэнтерит. Основной группой риска по заболеванию парэховирусной инфекцией являются дети в возрасте до 5 лет. Более 95 % людей инфицируются парэховирусом человека в раннем возрасте, от двух до пяти лет.

## Классификация
Представители рода парэховирусов первоначально были классифицированы как 2 вида Human echovirus 22 и Human echovirus 23 из рода Enterovirus. В 1999 году их объединили в вид Human parechovirus. В 2002 году зарегистрировали второй вид Ljungan virus, а в 2014 году оба вида переименовали в Parechovirus A и Parechovirus B соответственно. В 2016 году описали ещё 2 вида: Parechovirus C и Parechovirus D.
По данным ICTV, на март 2017 г. в род включают 4 вида:
- Parechovirus A [syn. Human echovirus 22, Human echovirus 23, Human parechovirus]
- Parechovirus B [syn. Ljungan virus]
- Parechovirus C
- Parechovirus D